# Roller freestyle ai IV World Skate Games
Le competizioni di roller freestyle ai IV World Skate Games si sono svolte dal 12 al 20 settembre 2024 a Roma, in Italia. 

## Podi

### Senior

#### Uomini senior
| Evento | Oro              | Argento       | Bronzo       |
| Street | Julien Cudot     | Danilo Senna  | Nils Janson  |
| Park   | Julien Cudot     | Leo Fumery    | Jaro Frijn   |
| Vert   | Takeshi Yusutoko | Harui Shimizu | Abel Morales |

#### Donne Senior
| Evento | Oro                | Argento            | Bronzo          |
| Street | Ana Julia Da Silva | Nicoly Joao        | Misaki Katayama |
| Park   | Nicoly Joao        | Ana Julia Da Silva | Mei Myoga       |
| Vert   | Kaho Miyao         | Sorachi Kawasaki   | Carlin Martin   |

### Junior

#### Uomini junior
| Evento | Oro            | Argento            | Bronzo               |
| Street | Alex Fernandez | Michal Pietrzak    | Santiago Anuar Osses |
| Park   | Alex Fernandez | Elio Sala-Naessens | Takumi Yamamoto      |

#### Donne junior
| Evento | Oro          | Argento      | Bronzo                 |
| Street | Leonor Toy   | Lilou Fumery | Amelie Maria Pogaceanu |
| Park   | Lilou Fumery | Leonor Toy   | Nicolly Candeu Ribas   |